# To homa vaftike kokkino
To homa vaftike kokkino (grško Το χώμα βάφτηκε κόκκινο, slovensko: Zemlja je bila obarvana rdeče) je grški črno-beli dramski vestern iz leta 1966, ki ga je režiral Vasilis Georgiadis po scenariju Nikosa Foskolosa. V glavnih vlogah nastopajo Nikos Kourkoulos, Mary Chronopoulou, Giannis Voglis in Faidon Georgitsis. Zgodba prikazuje spor med posestniki zemlje in kmetovalci v Tesaliji na začetku 20. stoletja.
Film je bil premierno prikazan 11. januarja 1966 v grških kinematografih. Kot grški kandidat je bil nominiran za oskarja za najboljši mednarodni celovečerni film na 38. podelitvi. Na Mednarodnem filmskem festivalu v Karlovih Varih je bil normiran za glavno nagrado zlati globus.

## Vloge
- Nikos Kourkoulos kot Odysseas Hormovas
- Mary Chronopoulou kot Eirini
- Giannis Voglis kot Rigas Hormovas
- Faidon Georgitsis kot Giannos
- Zeta Apostolou
- Notis Peryalis kot Marinos Antypas
- Eleni Kriti kot nosečnica
- Angelos Antonopoulos kot Kotsos
- Manos Katrakis kot oče Hormovas
- Athinodoros Prousalis kot policist
- Kostas Baladimas kot duhovnik
- Nikos Pashalidis
- Dimitris Bislanis kot kmetovalec
- Kostas Gennatas kot Hormovasov hišnik
- Spiros Maloussis